# Urapteritra mabillei
Urapteritra mabillei är en fjärilsart som beskrevs av Pierre E.L. Viette 1972. Urapteritra mabillei ingår i släktet Urapteritra och familjen Uraniidae. Inga underarter finns listade i Catalogue of Life.